# Siergiej Kozko
Siergiej Wiktorowicz Kozko (ros. Сергей Викторович Козко, ur. 12 kwietnia 1975 w Stawropolu) – rosyjski piłkarz grający na pozycji bramkarza.

## Życiorys
Kozko jest wychowankiem klubu Olimp Kisłowodsk. W 1993 roku zadebiutował w jego barwach w jednej z niższych lig Rosji, a rok później przeniósł się do Dinama Stawropol i grając tamże zaliczył 5 spotkań w Premier Lidze, jednak na koniec sezonu klub spadł do Pierwszej Dywizji. Przez rok Kozko występował w 4-ligowych rezerwach, a do składu Dynamo wrócił w 1995 stając się pierwszym bramkarzem klubu. Przez cztery kolejne sezony bronił w Dynamo, ale nie osiągnął większych sukcesów. W 1999 roku przeszedł do Torpedo-ZIL Moskwa. Przez pierwsze dwa lata bronił w Pierwszej Dywizji, ale pod koniec 2000 roku wywalczył awans do Premier Ligi, gdzie w barwach Torpedo grał przez rok. W 2002 roku trafił do Rubinu Kazań i pomógł mu w promocji do ekstraklasy. W 2003 roku osiągnął największy sukces w historii klubu – 3. miejsce w ekstraklasie kwalifikując się do Pucharu UEFA, w którym odpadł w 2. rundzie eliminacyjnej po dwumeczu z Rapidem Wiedeń (2:0 w Wiedniu i 0:3 u siebie). W 2004 roku zajął 10. miejsce, a w 2005 roku przeszedł do FK Moskwa (dawnego Torpedo-ZIL), w którym stał się drugim bramkarzem po Juriju Żewnowie (2005 – 5. miejsce, 2006 – 6. miejsce).
Na początku 2008 roku Kozko ponownie został bramkarzem Rubinu Kazań, a jesienią został z nim mistrzem Rosji. W 2011 roku przeszedł do FK Chimki, w którym zakończył karierę.
| Sezon   | Klub               | Kraj  | Rozgrywki        | Mecze | Bramki |
| ------- | ------------------ | ----- | ---------------- | ----- | ------ |
| 1994    | Dinamo Stawropol   | Rosja | Premier Liga     | 5     | 0      |
| 1995    | Dinamo Stawropol   | Rosja | Pierwsza Dywizja | 36    | 0      |
| 1996    | Dinamo Stawropol   | Rosja | Pierwsza Dywizja | 28    | 0      |
| 1997    | Dinamo Stawropol   | Rosja | Pierwsza Dywizja | 39    | 0      |
| 1998    | Dinamo Stawropol   | Rosja | Pierwsza Dywizja | 21    | 0      |
| 1999    | Torpedo-ZIL Moskwa | Rosja | Pierwsza Dywizja | 19    | 0      |
| 2000    | Torpedo-ZIL Moskwa | Rosja | Pierwsza Dywizja | 10    | 0      |
| 2001    | Torpedo-ZIL Moskwa | Rosja | Premier Liga     | 7     | 0      |
| 2002    | Rubin Kazań        | Rosja | Pierwsza Dywizja | 18    | 0      |
| 2003    | Rubin Kazań        | Rosja | Premier Liga     | 25    | 0      |
| 2004    | Rubin Kazań        | Rosja | Premier Liga     | 22    | 0      |
| 2005    | FK Moskwa          | Rosja | Premier Liga     | 4     | 0      |
| 2006    | FK Moskwa          | Rosja | Premier Liga     | 12    | 0      |
| 2007    | FK Moskwa          | Rosja | Premier Liga     | 1     | 0      |
| 2008    | Rubin Kazań        | Rosja | Premier Liga     | 6     | 0      |
| 2009    | Rubin Kazań        | Rosja | Premier Liga     | 0     | 0      |
| 2010    | Rubin Kazań        | Rosja | Premier Liga     | 0     | 0      |
| 2011/12 | FK Chimki          | Rosja | Pierwyj diwizion | 12    | 0      |